# Литвиненко Павло Денисович
Павло Денисович Литвиненко (1929, село Нова Астрахань, тепер Кремінського району Луганської області — ?) — український радянський діяч, новатор виробництва, шахтар, бригадир вибійників шахти № 1—2 «Гірська» тресту «Первомайськвугілля» Луганської області. Депутат Верховної Ради УРСР 6-го скликання.

## Біографія
Трудову діяльність розпочав у 1946 році електрослюсарем шахти № 1—2 «Гірська» тресту «Первомайськвугілля» міста Гірське Ворошиловградської області.
З 1949 по 1954 рік служив у Радянській армії.
З 1955 року — бригадир бригади робітників очисного вибою шахти № 1—2 «Гірська» тресту «Первомайськвугілля» міста Гірське Ворошиловградської (Луганської) області. Один із перших підтримав ініціативу про створення добових комплексних бригад.
Член КПРС з 1958 року.

## Нагороди
- ордени
- медалі